# Rio Itapicuru-Mirim
Rio Itapicuru-Mirim är ett periodiskt vattendrag i Brasilien.   Det ligger i delstaten Bahia, i den östra delen av landet, 1 000 km nordost om huvudstaden Brasília.
Omgivningen kring Rio Itapicuru-Mirim består i huvudsak av gräsmarker. Området är glesbefolkat, med 11 invånare per kvadratkilometer.